# Larry Fitzgerald
Larry Darnell Fitzgerald Jr. (nascido em 31 de agosto de 1983) é um jogador de futebol americano aposentado que atuava como wide receiver na National Football League (NFL). Ele jogou futebol americano universitário na Universidade de Pittsburgh, onde ganhou homenagens All-America unânimes. Ele foi selecionado pelo Arizona Cardinals no terceiro lugar do Draft da NFL de 2004, onde permaneceu até 2020.
Fitzgerald foi selecionado para o Pro Bowl onze vezes, e foi nomeado pro Primeiro-Time All-Pro em 2008 e pro Segundo-time All-Pro duas vezes em 2009 e 2011. A partir de 2017, ele se tornou o terceiro em recepções, terceiro em jardas recebidas (liderando todos os jogadores ativos nessas duas categorias) e oitavo em touchdowns.

## Carreira na Faculdade
Larry Fitzgerald freqüentou a Academy of Holy Angels em Richfield, Minnesota durante sua adolescência. Fitzgerald frequentou a Universidade de Pittsburgh, onde jogou pelo time de futebol americano, Pittsburgh Panthers. Ele foi considerado um dos melhores wide receivers no futebol universitário de 2002 a 2003. 

### Temporada de 2002
No segundo jogo da temporada contra o Texas A&M, ele teve dez recepções por 103 jardas. Três semanas depois, contra Toledo, ele teve seis recepções para 121 jardas e seus dois primeiros touchdowns colegiais. Fitzgerald teve outro grande jogo contra a Virginia Tech em 2 de novembro, onde ele teve cinco recepções para 105 jardas e três touchdowns. No último jogo da temporada regular em 30 de novembro, ele teve 11 recepções para 159 jardas e dois touchdowns contra West Virginia.
Pittsburgh terminou com uma campanha de 8-4 e se classificou para um jogo de bowl. No Insight Bowl de 2002, Fitzgerald teve cinco recepções para 88 jardas e um touchdown.
No geral, na temporada de 2002, Fitzgerald liderou a conferência Big-East com 69 recepções para 1.005 jardas e doze touchdowns.

### Temporada de 2003
Fitzgerald teve um grande segundo ano em 2003. Ele começou a temporada contra o Kent State, onde ele teve seis recepções para 123 jardas e três touchdowns. No jogo seguinte contra o Ball State, ele teve sete recepções por 124 jardas e dois touchdowns. Fitzgerald mais uma vez teve um grande jogo contra Toledo, ele teve 12 recepções para 201 jardas e um touchdown. No jogo seguinte contra o Texas A&M, Fitzgerald teve seu quarto jogo consecutivo com pelo menos 100 jardas de recepção, nesse jogo ele teve sete recepções para 135 jardas e três touchdowns. Duas semanas depois, contra Notre Dame, ele teve menos de 100 jardas pela primeira vez. No entanto, ele ainda teve cinco recepções para 79 jardas e dois touchdowns. Fitzgerald se recuperou no próximo jogo contra o Rutgers, ele teve oito recepções para 207 jardas e dois touchdowns. Fitzgerald continuou sua boa fase no próximo jogo contra o Syracuse, onde ele teve oito recepções para 149 jardas e dois touchdowns. O desempenho de Fitzgerald contra Orange foi seu quarto jogo consecutivo com pelo menos dois touchdowns.
Fitzgerald começou o mês de novembro com sete recepções para 156 jardas e um touchdown contra o Boston College. Na semana seguinte contra Virginia Tech, ele teve oito recepções para 108 jardas e um touchdown. Fitzgerald acrescentou outro grande desempenho contra West Virginia na semana seguinte, onde ele teve nove recepções para 185 jardas e dois touchdowns. Na semana seguinte contra Temple, ele teve sete recepções para 102 jardas e dois touchdowns. Esse foi seu sexto jogo consecutivo com pelo menos 100 jardas de recepção.
A impressionante sequência de Fitzgerald terminaria na semana seguinte contra Miami. No jogo, ele teve três recepções para 26 jardas e um touchdown. Fitzgerald acabou gravando seu 12º jogo consecutivo com pelo menos uma recepção e a 18ª partida consecutiva com uma recepção para touchdown.
Pittsburgh terminou com uma campanha de 8-4 na temporada regular e se classificou para um jogo de bowl. No Continental Tire Bowl de 2003, Fitzgerald teve cinco recepções para 77 jardas no jogo final de sua carreira colegial. Ele não teve um touchdown pela primeira vez em 18 jogos.
No geral, Fitzgerald liderou a conferência Big East com 92 recepções para 1.672 jardas e 22 touchdowns na temporada de 2003. Os 22 touchdowns também lideraram a NCAA em 2003.
Depois de sua segunda temporada, Fitzgerald foi reconhecido como o melhor jogador da NCAA ganhando o prêmio Walter Camp de 2003 e o Prêmio Biletnikoff, dado ao melhor recepcionista do futebol universitário com o Prêmio Biletnikoff. Ele também foi uma seleção unânime All-America de 2003 e vice-campeão do Heisman Trophy; Jason White, de Oklahoma, ganhou o prêmio naquele ano por uma margem relativamente pequena.
Em apenas 26 jogos, Fitzgerald pegou 161 passes para 2.677 jardas e estabeleceu um novo recorde de Pittsburgh com 34 touchdowns.
Ele foi o primeiro jogador na história da escola com 1.000 jardas em temporadas consecutivas, seus 14 jogos com pelo menos 100 jardas quebrou o recorde anterior de Antonio Bryant de 13. Os 18 jogos seguidos de Fitzgerald com pelo menos uma recepção de touchdown, é um recorde da NCAA.

### Estatísticas da Faculdade
|       |        |    | Recebidos | Recebidos | Recebidos |
| Ano   | Equipe | JD | Rec       | Jardas    | TDs       |
| ----- | ------ | -- | --------- | --------- | --------- |
| 2002  | Pitt   | 13 | 69        | 1 005     | 12        |
| 2003  | Pitt   | 13 | 92        | 1 672     | 22        |
| Total | Total  | 26 | 161       | 2 677     | 34        |

Fonte:
Em 1º de julho de 2013, a camisa número 1 que Fitzgerald usou na Universidade de Pittsburgh, foi aposentada. Fitzgerald foi o nono jogador da Universidade de Pittsburgh a receber essa honra.

## Carreira Profissional
| 1.90 m                                 | 102 kg | 4.48 s |
| Todos os valores de Pittsburgh Pro Dia |        |        |

Apesar de Fitzgerald ter jogado na Universidade de Pittsburgh por apenas dois anos, ele pediu à NFL para permitir que ele entrasse no Draft de 2004, como ele deixou sua escola, Academy of Holy Angels, durante seu último ano para cursar a Valley Forge Military Academy. A NFL concedeu uma exceção para permitir que Fitzgerald entrasse no Draft, pois Fitzgerald havia convencido a NFL de que o tempo que ele passou na VFMA, combinado com seu tempo em Pittsburgh, era suficiente para torná-lo elegível.
Embora o ex-jogador de Ohio State, Maurice Clarett, estivesse processando a NFL na época para derrubar a regra (um caso inicialmente ganho por Clarett, mas posteriormente revertido), a NFL considerou o caso de Fitzgerald separado do de Clarett.
Depois de seu tremendo segundo ano, Fitzgerald foi selecionado como o terceiro lugar no Draft de 2004 pelo Arizona Cardinals. Ele foi o primeiro wide receiver a ser selecionado no Draft de 2004. Além disso, ele foi o primeiro dos seis jogadores da Universidade de Pittsburgh a ser selecionados naquele ano.

### Temporada de 2004
Fitzgerald fez sua estréia na NFL contra o St. Louis Rams na abertura da temporada de 2004, em 12 de setembro. Na derrota por 17-10, ele teve quatro recepções para 70 jardas. No quinto jogo da temporada, em 10 de outubro, ele teve sua primeira recepção para touchdown da carreira, um passe de 24 jardas de Josh McCown, contra o San Francisco 49ers.
Em 19 de dezembro, contra o St. Louis Rams, Fitzgerald se tornou o jogador mais jovem (21 anos e 110 dias) a registrar pelo menos duas recepções para touchdown em um único jogo. Seu recorde foi quebrado por Aaron Hernandez, do New England Patriots em 2010, e Mike Evans, do Tampa Bay Buccaneers em 2014. Ele seguiu sua performance histórica no próximo jogo contra o Seattle Seahawks, no qual ele teve quatro recepções para 70 jardas e dois touchdowns.
Em 2004, Fitzgerald teve 59 recepções para 780 jardas e oito touchdowns em sua temporada de estreia, com os Cardinals terminando com uma campanha de 6-10 e não indo aos playoffs.

### Temporada de 2005
Fitzgerald começou sua segunda temporada profissional com um desempenho de 13 recepções, 155 jardas e um touchdown contra o New York Giants na abertura da temporada em 11 de setembro. Três semanas depois, ele teve sete recepções para 102 jardas contra o San Francisco 49ers. Ele acompanhou o bom desempenho com uma ótima partida contra o Carolina Panthers no próximo jogo, onde teve nove recepções para 136 jardas e um touchdown. Em 13 de novembro, no nono jogo da temporada, Fitzgerald teve oito recepções para 102 jardas contra o Seattle Seahawks. No próximo jogo contra o Detroit Lions, ele teve nove recepções para 141 jardas e um touchdown. Ele teve seu terceiro jogo consecutivo com pelo menos 100 jardas no próximo jogo contra o St. Louis Rams. No jogo, ele teve nove recepções para 104 jardas e um touchdown. Fitzgerald começou o mês de dezembro com oito recepções para 129 jardas contra o San Francisco 49ers. 
Fitzgerald terminou a temporada regular com um touchdown em cada um dos últimos três jogos. Os Cardinals terminaram com uma campanha de 6-10 e não foram aos playoffs.
Nessa temporada, Fitzgerald liderou a NFL com 103 recepções para 1.409 jardas (4º lugar na liga) e 10 touchdowns (5º lugar na liga) e foi nomeado para seu primeiro Pro Bowl. Fitzgerald juntou-se a Anquan Boldin para criar um dos mais perigosos conjuntos de wide receiver da NFL, eles se tornaram a segunda dupla, sendo Herman Moore e Brett Perriman do Detroit Lions a primeira, a ter 100 passes para 1.400 jardas.

### Temporada de 2006
Fitzgerald começou sua terceira temporada profissional com nove recepções por 133 jardas contra o San Francisco 49ers. Ele teve seu primeiro touchdown da temporada no terceiro jogo contra o St. Louis Rams. Ele sofreu uma lesão no tendão e perdeu três jogos. Ele voltou contra o Dallas Cowboys em 12 de novembro em uma derrota por 27-10. Duas semanas depois, ele teve 11 recepções por 162 jardas contra o Minnesota Vikings. Ele terminou a temporada de 2006 com quatro touchdowns nos últimos cinco jogos.
No geral, Fitzgerald registrou 69 recepções para 946 jardas e seis touchdowns quando os Cardinals tiveram uma campanha de 5-11.

### Temporada de 2007
Fitzgerald começou a temporada de 2007 com um desempenho ruim contra o San Francisco 49ers, onde ele teve apenas três recepções para 20 jardas. Três jogos depois, ele teve dez recepções para 120 jardas contra o Pittsburgh Steelers. No próximo jogo, ele teve seu primeiro touchdown da temporada contra o St. Louis Rams em uma performance de nove recepções e 136 jardas. Em 11 de novembro, ele teve oito recepções por 74 jardas e dois touchdowns contra o Detroit Lions. Duas semanas depois, ele teve nove recepções para 156 jardas e dois touchdowns contra o San Francisco 49ers. No final da temporada regular contra o St. Louis Rams, ele teve 11 recepções para 171 jardas e dois touchdowns.
Fitzgerald e os Cardinals terminaram a temporada com um registro de 8-8.
Em 2007, Fitzgerald conquistou 100 recepções para 1.409 jardas e 10 touchdowns. Após a temporada de 2007, ele assinou uma extensão de contrato de quatro anos no valor de US $ 40 milhões. Os números de Fitzgerald lhe renderam o apelido de "Sticky Fingers" e "The Best Hands in NFL" na mídia local.

### Temporada de 2008
A temporada de 2008 marcou um ano enorme para a Fitzgerald em termos de conquistas individuais e sucesso da equipe.
Na abertura da temporada contra o San Francisco 49ers, Fitzgerald teve um touchdown. No segundo jogo da temporada, ele teve seis recepções para 153 jardas contra o Miami Dolphins. Ele seguiu com sete recepções para 109 jardas contra o Washington Redskins no próximo jogo. Ele teve seu terceiro jogo consecutivo com pelo menos 100 jardas de recepção no próximo jogo contra o New York Jets, com 122 jardas de recepção em oito recepções. No jogo seguinte, ele foi teve apenas 52 jardas, mas teve dois touchdowns em uma vitória por 41-17 sobre o Buffalo Bills.
Em 16 de novembro, Fitzgerald fez dez recepções para 151 jardas contra o Seattle Seahawks. Em 27 de novembro, ele teve seu segundo jogo multi-touchdown da temporada, desta vez em uma performances de 65 jardas contra o Philadelphia Eagles. Fitzgerald terminou a temporada regular com três recepções para 101 jardas e um touchdown contra os New England Patriots e cinco recepções para 130 jardas e dois touchdowns contra o Seattle Seahawks.
Fitzgerald terminou a temporada regular com 96 recepções para 1.431 jardas e 12 touchdowns. Pela primeira vez na carreira de Fitzgerald, os Cardinals terminaram com um recorde positivo de 9-7 e foram para os playoffs.
Em sua estréia nos playoffs, Fitzgerald teve seis recepções para 101 jardas e um touchdown na vitória por 30-24 sobre o Atlanta Falcons no Wild Card. No Divisional Round contra o Carolina Panthers, ele teve oito recepções para 166 jardas na vitória por 33-13. 
Durante a Final da NFC, Fitzgerald empatou o recorde da NFL com três recepções de touchdown em um jogo de playoff. Suas três recepções de touchdown ocorreram no primeiro tempo; ele se tornou o primeiro jogador na história da NFL a realizar esse feito em um jogo de final de conferência. Os Cardinals venceram por 32-25 e Fitzgerald e os Cardinals representaram a NFC no Super Bowl XLIII. 
Durante o Super Bowl XLIII, Fitzgerald pegou dois passes para touchdown no jogo. No final do quarto período, Fitzgerald teve uma recepção de touchdown de 64 jardas de um passe de Kurt Warner para tomar a liderança por 23-20, mas o placar acabou mudando quando o Pittsburgh Steelers marcou um touchdown com apenas 35 segundos de jogo e o jogo terminou 27-23.
Fitzgerald estabeleceu o recorde de pós-temporada com 546 jardas de recepção, 30 recepções, e sete recepções para touchdown, superando o recorde de Jerry Rice nos playoffs de 1988-89.
Fitzgerald seguiu sua ótima temporada ao pegar dois passes para touchdown no Pro Bowl de 2009, ganhando o prêmio de MVP. Depois que o Pro Bowl acabou, foi revelado que Fitzgerald estava jogando pelo menos a pós-temporada inteira com um polegar esquerdo quebrado e uma cartilagem rasgada na mesma mão. Depois de sua pós-temporada, muitos analistas, incluindo Jamie Dukes, da NFL Network, consideravam Fitzgerald um dos melhores recebedores da NFL. Ele foi nomeado pro Primeiro-Time All Pro para a temporada de 2008.

### Temporada de 2009
Vindo de uma derrota difícil no Super Bowl, Fitzgerald começou a temporada de 2009 com seis recepções para 71 jardas contra o San Francisco 49ers. No quarto jogo da temporada, ele teve cinco recepções para 79 jardas e dois touchdowns contra o Houston Texans. Na semana seguinte, ele teve 13 recepções por 100 jardas e um touchdown contra o Seattle Seahawks. Em 8 de novembro contra o Chicago Bears, ele teve nove recepções para 123 jardas e dois touchdowns. Em 6 de dezembro, ele teve oito recepções para 143 jardas e um touchdown contra o Minnesota Vikings. Ele terminou a temporada regular de 2009 com um touchdown nos últimos três jogos.
No geral, ele teve 97 recepções para 1.092 jardas e 13 touchdowns, os Cardinals tiveram uma campanha de 10-6 e retornaram aos playoffs.
No Wild Card, ele teve duas recepções para touchdown contra o Green Bay Packers na vitória por 51-45. No entanto, os Cardinals perderam para o New Orleans Saints no Divisional Round por 45-14. Ele foi nomeado pela terceira vez consecutiva e pela quarta vez para o Pro Bowl.

### Temporada de 2010
Fitzgerald começou a temporada registrando um touchdown contra o St. Louis Rams em uma vitória por 17-13. Ele não teve grandes atuações nos primeiros jogos. No Halloween, ele teve seis recepções para 72 jardas e dois touchdowns contra o Tampa Bay Buccaneers. No jogo seguinte, ele teve seu primeiro jogo da temporada quebrando a marca de 100 jardas com 107 jardas em sete recepções contra o Minnesota Vikings. Em 19 de dezembro, contra o Carolina Panthers, ele teve nove recepções para 125 jardas. No final da temporada regular contra o San Francisco 49ers, ele teve seu melhor desempenho da temporada com 11 recepções para 125 jardas e um touchdown.
Fitzgerald e os Cardinals tiveram uma campanha de 5-11 e não retornaram aos playoffs.
No geral, Fitzgerald recebeu 90 passes (5º na NFL) para 1.137 jardas e seis touchdowns. Após a temporada, ele foi nomeado para o seu quinto Pro Bowl, seu quarto consecutivo. Ele terminou como o 14º melhor jogador da liga entre seus pares na NFL Top 100 Players.

### Temporada de 2011
Em 20 de agosto de 2011, Fitzgerald assinou um contrato no valor de US $ 120 milhões com o Arizona Cardinals por 8 anos, empatando com Richard Seymour como o quinto jogador mais bem pago da NFL na época.
O primeiro jogo sólido de Fitzgerald na temporada veio contra o Washington Redskins no segundo jogo da temporada, onde ele teve sete recepções para 133 jardas e um touchdown. Dois jogos depois, ele teve oito recepções para 102 jardas contra o New York Giants. Na semana 10, ele teve sete recepções para 146 jardas e dois touchdowns contra o Philadelphia Eagles. Seus esforços contra os Eagles lhe renderam o prêmio de Jogador Ofensivo da NFC. 
Alguns jogos depois, ele teve sete recepções para 149 jardas e um touchdown contra o San Francisco 49ers. Na véspera de Natal, ele teve seis recepções para 105 jardas e um touchdown contra o Cincinnati Bengals. Ele terminou a temporada regular com nove recepções para 149 jardas contra o Seattle Seahawks.
Os Cardinals terminaram com uma campanha de 8-8 e não foram para os playoffs.
No geral, Fitzgerald teve outra grande temporada, recebendo 80 passes para 1.411 jardas e oito touchdowns e estabelecendo um recorde pessoal de 17.6 jardas por recepção. Fitzgerald foi selecionado para o Segundo Time All-Pro, bem como sua sexta seleção pro Pro Bowl. Ele terminou como o sétimo melhor jogador da liga entre seus pares na lista NFL Top 100 Players.

### Temporada de 2012
Fitzgerald começou a temporada de 2012 com quatro recepções para 63 jardas contra o Seattle Seahawks. Duas semanas depois, ele teve seu primeiro touchdown da temporada em uma vitória por 27-6 sobre o Philadelphia Eagles. No jogo, ele teve nove recepções para 114 jardas e ganhou o prêmio de Jogador da Semana da NFC. 
Em 4 de novembro, ele marcou seu último touchdown da temporada contra o Green Bay Packers em uma performance de seis recepções para 74 jardas. No penúltimo jogo da temporada regular contra o Chicago Bears, ele teve oito recepções para 111 jardas.
No geral, Fitzgerald fez 71 recepções para 798 jardas e quatro touchdowns, com os Cardinals tendo uma campanha de 5-11 e não indo para os playoffs. Ele foi nomeado pelo seu sexto ano consecutivo e sétima vez na carreira para o Pro Bowl. Ele terminou em 22º lugar por seus colegas jogadores no NFL Top 100 Players.

### Temporada de 2013
Fitzgerald começou a temporada com oito recepções para 80 jardas e dois touchdowns contra o St. Louis Rams. No sexto jogo da temporada, ele teve seu primeiro jogo da temporada com mais de 100 jardas contra o San Francisco 49ers. No jogo, ele teve seis recepções para 117 jardas e um touchdown. Em 24 de novembro, contra o Indianapolis Colts, ele teve cinco recepções para 52 jardas e dois touchdowns. Duas semanas depois, Fitzgerald recebeu 12 passes para 96 jardas e um touchdown na vitória por 30-10 sobre os Rams. No final da temporada regular contra os 49ers, ele teve seis recepções para 113 jardas.
No geral, Fitzgerald teve 82 recepções para 954 jardas e dez touchdowns. Os Cardinals tiveram uma campanha de 10-6 mas não foram para os playoffs. Ele foi nomeado pelo seu sétimo ano consecutivo e oitava vez na carreira para o Pro Bowl. Ele terminou em 38º lugar por seus pares na lista NFL Top 100 Players.

### Temporada de 2014
Fitzgerald foi uma parte estável do ataque dos Cardinals em 2014. No entanto, a falta de estabilidade na posição de quarterback colocou um obstáculo no desempenho geral da equipe, o time teve quatro quarterbacks diferentes naquele ano. 

Ele começou sua 11ª temporada na NFL contra o San Diego Chargers. No jogo, ele só teve uma recepção por 22 jardas. Ele não teve seu primeiro touchdown da temporada até o quinto jogo contra o Washington Redskins, onde teve seis recepções para 98 jardas. Em 26 de outubro contra o Philadelphia Eagles, ele teve sete recepções para 160 jardas e um touchdown para ganhar seu terceiro prêmio de Jogador Ofensivo da Semana da NFC.

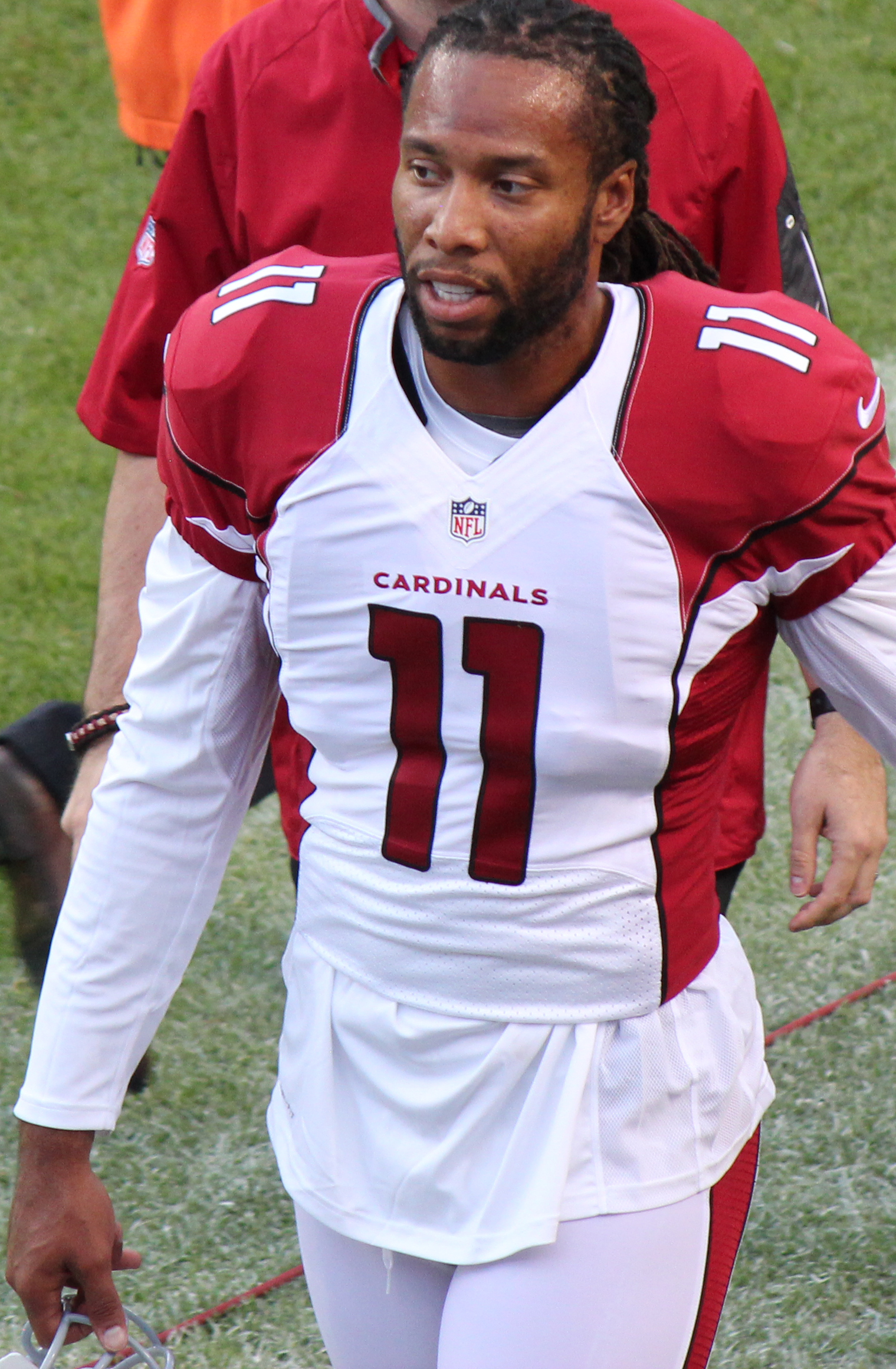
Fitzgerald durante a temporada de 2015

Duas semanas depois, ele teve nove recepções para 112 jardas contra o St. Louis Rams.
No geral, Fitzgerald teve 63 recepções para 784 jardas e dois touchdowns quando os Cardinals terminaram com uma campanha de 11-5 e retornaram aos playoffs.
No Wild Card contra o Carolina Panthers, Fitzgerald fez três recepções para 31 jardas na derrota por 27-16. Ele ficou em 68º lugar no NFL Top 100 Players.

### Temporada de 2015
Em 18 de fevereiro de 2015, Fitzgerald assinou um novo contrato plurianual no valor de pelo menos US $ 11 milhões garantidos nas próximas duas temporadas.
Na semana 2 contra o Chicago Bears, Fitzgerald teve 112 jardas e pegou três passes para touchdown, a primeira vez que ele conseguiu o feito durante a temporada regular em sua carreira. Por sua atuação, ele foi nomeado Jogador Ofensivo da Semana da NFC pela quarta vez em sua carreira. 
No jogo seguinte, ele teve nove recepções para 134 jardas e dois touchdowns contra o San Francisco 49ers. Em 15 de novembro, ele fez dez recepções para 130 jardas contra o Seattle Seahawks. Na semana 13, ele se tornou o jogador mais jovem a atingir 1.000 recepções na carreira; O tight end do Dallas Cowboys, Jason Witten, se juntou a ele no mesmo dia e se tornaram os 11º e 12º jogadores a alcançarem este marco.
Ele terminou a temporada regular de 2015 com um touchdown nos dois últimos jogos. Os Cardinals terminaram com uma campanha de 13-3 e venceram a NFC West.
Na temporada de 2015, Fitzgerald teve 109 recepções (5º na NFL) para 1.215 jardas e nove touchdowns. Fitzgerald foi selecionado para o Pro Bowl pela nona vez. Ele foi classificado em 27º no NFL Top 100 Players.
Em 16 de janeiro de 2016, Fitzgerald ajudou seu quarterback Carson Palmer a registrar sua primeira vitória nos playoffs, com oito recepções para o recorde da franquia de 176 jardas no Divisional Round contra o Green Bay Packers. Fitzgerald foi o ataque dos Cardinals na prorrogação, com uma recepção de 75 jardas na primeira jogada da prorrogação e uma recepção de cinco jardas para um touchdown duas jogadas depois, o que resultou em uma vitória por 26-20. 
Ele teve quatro recepções para 30 jardas na Final da NFC contra o Carolina Panthers. A temporada dos Cardinals terminou com uma derrota por 49-15.

### Temporada de 2016
Em 5 de agosto de 2016, Fitzgerald assinou uma extensão de contrato no valor de US $ 11 milhões com os Cardinals.
Em 11 de setembro de 2016, Fitzgerald teve oito recepções para 81 jardas e dois touchdowns, ao mesmo tempo em que se tornou o 10º jogador a atingir 100 touchdowns na carreira, contra o New England Patriots no NBC Sunday Night Football. 
No quinto jogo da temporada, ele teve seis recepções para 81 jardas e dois touchdowns contra o San Francisco 49ers. Em 13 de novembro, ele fez 12 recepções para 132 jardas em outro jogo contra os 49ers. No último jogo da temporada regular contra o Los Angeles Rams, ele teve cinco recepções para 43 jardas e marcou seu primeiro touchdown desde o primeiro encontro com o 49ers.
Os Cardinals terminaram com uma campanha de 7-8-1 e não foram para os playoffs.
No final da temporada de 2016, Fitzgerald liderou a NFL em recepções pela segunda vez com 107 e teve 1.023 jardas com seis touchdowns. Ele mudou do 11º lugar para a 3º posição na lista de mais recepções na carreira, e terminou a temporada em nono na lista de mais jardas recebidas. Ele foi nomeado para o seu décimo Pro Bowl. Ele também foi classificado em 45º por seus pares no NFL Top 100 Players.

### Temporada de 2017

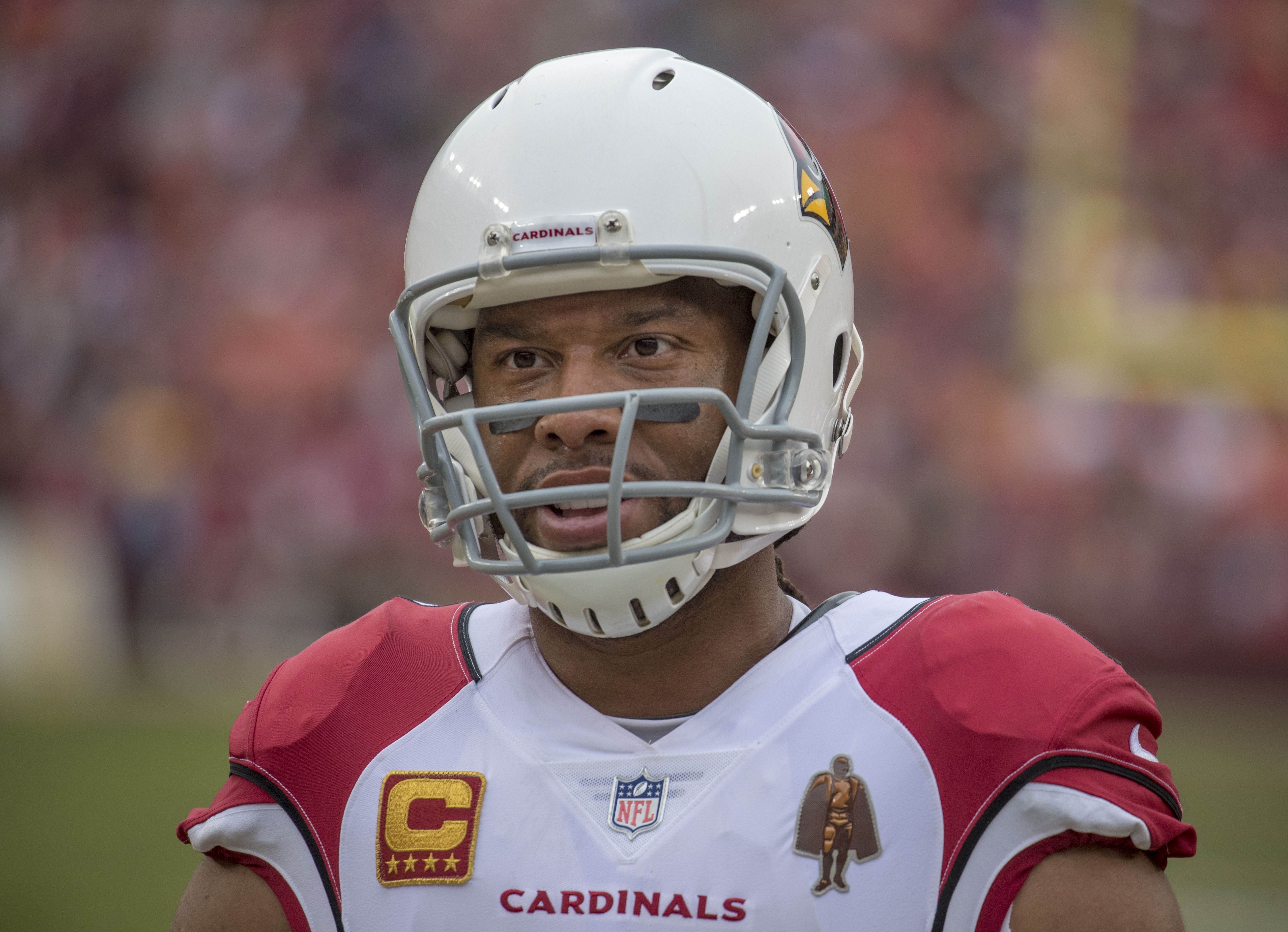
Fitzgerald em 2017

Com a aposentadoria de Steve Smith e Anquan Boldin no final de 2016, Fitzgerald, de 34 anos, entrou na temporada de 2017 como o líder de recepções e jardas entre jogadores ativos.
Na semana 3, no Monday Night Football, Fitzgerald teve 149 jardas em 13 recepções e um touchdown em uma derrota para o Dallas Cowboys, sua maior produção em quase três anos. Na semana seguinte, ele pegou um touchdown de 19 jardas, faltando apenas 0:31 na prorrogação para derrotar o San Francisco 49ers por 18-15. Na semana 6, Fitzgerald teve 10 recepções para 138 jardas e um touchdown contra o Tampa Bay, e 10 recepções para 113 jardas na semana 10, no Thursday Night Footbal contra Seattle, juntando-se a Antonio Brown como os únicos jogadores com três jogos de mais de 10 recepções em 2017, e brevemente passando Brown para se tornar o líder da liga em recepções.
Em 17 de novembro de 2017, Fitzgerald assinou uma prorrogação de contrato de um ano com os Cardinals.
Na semana 13, contra o Los Angeles Rams, Fitzgerald teve 10 recepções (seu quarto jogo em dois dígitos) para 98 jardas e seu quinto touchdown. Na semana 16, contra o New York Giants, ele teve nove recepções para 119 jardas e um touchdown. Além disso, ele completou um passe de 21 jardas na vitória por 23-0. Ele empatou seu melhor número na carreira com 109 recepções (segundo na NFL, atrás de Jarvis Landry) e o 8º na NFL com 1.156 jardas.
Em 19 de dezembro de 2017, Fitzgerald foi nomeado para seu 11º Pro Bowl. No entanto, foi anunciado mais tarde que Doug Baldwin, de Seattle, substituiria Fitzgerald. Os Cardinals terminaram com uma campanha de 8-8 e não foram para os playoffs.

### Temporada de 2018
Fitzgerald começou a temporada de 2018 com 7 recepções para 76 jardas. Com um tendão dolorido, ele não conseguiu chegar a 30 jardas em nenhum de seus próximos três jogos. Na semana 8, ele conseguiu oito recepções para 102 jardas e um touchdown na vitória sobre o San Francisco 49ers.
Na Semana 14, em uma partida contra o Detroit Lions, Fitzgerald quebrou o recorde da NFL de mais recepções por um jogador atuando por apenas um único time (sendo 1 282 recepções). As luvas que ele usou naquele jogo e a bola que ele pegou foram enviadas para o Pro Football Hall of Fame. Na semana 16, Fitzgerald lançou seu primeiro passe para touchdown na sua carreira na NFL, sendo um passe de 32 jardas para o corredor David Johnson na derrota dos Cardinals para o Los Angeles Rams. Além disso, Fitzgerald conseguiu seis recepções para 53 jardas. Seu time, no ano de 2018, venceu apenas três jogos (de dezesseis), com ele fazendo 69 cecepções para 734 e seis touchdowns.

### Temporada de 2019
Em 23 de janeiro de 2019, Fitzgerald anunciou que ele retornaria para a temporada de 2019, assinando um contrato de um ano com os Cardinals. Na primeira semana, num jogo contra o Detroit Lions, Fitzgerald fez oito recepções para 113 jardas e pegou um touchdown do novato Kyler Murray. Na semana 2, contra o Baltimore Ravens, ele anotou cinco recepções para 104 jardas, marcando a primeira vez desde 2015 que ele teve dois jogos seguidos com pelo menos 100 jardas. Na semana 4, ele passou Tony Gonzalez como o segundo jogador com mais recepções na carreira. Apesar de 2019 ter sido um ano ruim em termos de estatísticas, Fitzgerald ainda era considerado um dos líderes do time e afirmou que continuaria jogando.

### Temporada de 2020
Em 15 de janeiro de 2020, Fitzgerald renovou com os Cardinals por mais um ano, valendo US$ 11 milhões de dólares. Em 26 de novembro de 2020, Fitzgerald entrou na lista de jogadores que testaram positivo para COVID-19, voltando aos campos em 8 de dezembro. No total, Fitzgerald apareceu em treze jogos na temporada de 2020. ELe teve o pior ano da carreira, com 54 recepções e 409 jardas recebidas e apenas um touchdown, que aconteceu na semana 15 contra o Philadelphia Eagles. Ele não renovou seu contrado com Arizona no final do ano.

### Aposentadoria
Em 20 de agosto de 2021, Fitzgerald anunciou que estava se aposentando da NFL.

## Estatísticas da NFL

### Temporada Regular
| Ano      | Time     | Jogos | Jogos | Recebidos | Recebidos | Recebidos | Recebidos | Recebidos | Recebidos | Fumbles | Fumbles  |
| Ano      | Time     | JD    | JT    | Alvo      | Rec       | Jardas    | Média     | Lng       | TD        | Fum     | Perdidos |
| -------- | -------- | ----- | ----- | --------- | --------- | --------- | --------- | --------- | --------- | ------- | -------- |
| 2004     | ARI      | 16    | 16    | 115       | 58        | 780       | 13,4      | 48        | 8         | 1       | 0        |
| 2005     | ARI      | 16    | 16    | 165       | 103       | 1 409     | 13,7      | 47        | 10        | 0       | 0        |
| 2006     | ARI      | 13    | 13    | 111       | 69        | 946       | 13,7      | 57        | 6         | 0       | 0        |
| 2007     | ARI      | 15    | 15    | 167       | 100       | 1 409     | 14,1      | 48E       | 10        | 3       | 3        |
| 2008     | ARI      | 16    | 16    | 154       | 96        | 1 431     | 14,9      | 78E       | 12        | 1       | 0        |
| 2009     | ARI      | 16    | 16    | 153       | 97        | 1 092     | 11,3      | 34E       | 13        | 0       | 0        |
| 2010     | ARI      | 16    | 15    | 173       | 90        | 1 137     | 12,6      | 41E       | 6         | 0       | 0        |
| 2011     | ARI      | 16    | 16    | 154       | 80        | 1 411     | 17,6      | 73E       | 8         | 0       | 0        |
| 2012     | ARI      | 16    | 16    | 156       | 71        | 798       | 11,2      | 37E       | 4         | 0       | 0        |
| 2013     | ARI      | 16    | 16    | 135       | 82        | 954       | 11,6      | 75        | 10        | 1       | 1        |
| 2014     | ARI      | 14    | 13    | 103       | 63        | 784       | 12,4      | 80E       | 2         | 1       | 1        |
| 2015     | ARI      | 16    | 16    | 145       | 109       | 1 215     | 11,1      | 44        | 9         | 2       | 2        |
| 2016     | ARI      | 16    | 16    | 150       | 107       | 1 023     | 9,6       | 32        | 6         | 2       | 1        |
| 2017     | ARI      | 16    | 16    | 161       | 109       | 1 156     | 10,7      | 37        | 6         | 1       | 1        |
| 2018     | ARI      | 16    | 16    | 110       | 69        | 734       | 10,5      | 37        | 6         | 0       | 0        |
| 2019     | ARI      | 16    | 16    | 107       | 75        | 804       | 10,7      | 54        | 4         | 1       | 1        |
| 2020     | ARI      | 13    | 13    | 72        | 54        | 409       | 7,6       | 18        | 1         | 0       | 0        |
| Carreira | Carreira | 263   | 261   | 2 335     | 1 432     | 17 492    | 12,2      | 80E       | 121       | 13      | 10       |

## Recordes

### Recordes da NFL
- Temporadas com mais de 90 recepções: 8[231]
- Terceiro de todos os tempos com temporadas de mais de 100 recepções (5; empatado com outros quatro)[232]
- Mais recepções para touchdown em uma pós-temporada: 8 (2008)
- Mais recepções em uma pós-temporada: 30h (2008)
- Mais jardas em uma temporada: 546 (2008)
- Terceiro de todos os tempos em recepções (1234)[233]
- Terceiro de todos os tempos em jardas (15,545)[234]
- Oitavo de todos os tempos em recepção para touchdown (110)
- Segundo de todos os tempos em jogos consecutivos com uma recepção (213)
- Jogador mais rápido a marcar 10 touchdowns na pós-temporada (8 jogos em 7 anos)
- Terceiro de todos os tempos a receber mais touchdowns na pós-temporada (10; empatado com outros 4)[235]
- Segundo jogador mais jovem a chegar a 6.000 jardas (26 anos e 13 dias)
- Jogador mais jovem a chegar 7,000 jardas (26 anos, 111 dias)
- Segundo jogador mais jovem a chegar a 8.000 jardas  (27 anos, 110 dias)[236]
- Segundo jogador mais jovem a chegar a 9.000 jardas  (28 anos, 81 dias)
- Segundo jogador mais jovem a chegar a 10.000 jardas  (29 anos, de 34 dias)
- Jogador mais jovem a alcançar 11,000 cjardas  (30 anos, a 85 dias)
- Jogador mais jovem a alcançar 700 recepções (29 anos, 23 dias)
- Jogador mais jovem a alcançar 800 recepções (30 anos, 57 dias)[237]
- Jogador mais jovem a alcançar de 900 recepções (31 anos, 102 dias)
- Jogador mais jovem a alcançar de 1.000 recepções (32 anos, 97 dias)
- Terceiro jogador mais jovem a chegar a 70 recepções para touchdown (28 anos, de 74 dias)
- Primeiro wide receiver na história da NFL a registar, pelo menos, 150 recepções contra três franquias  diferentes (Seahawks, Rams e 49ers).[238]
- Jogador mais velho a ter 100 recepções, 1.000 jardas, 5+ TD em três temporadas consecutivas (2015-2017)

### Recordes dos Cardinals
Larry Fitzgerald tem, no mínimo, 40 recordes dos Cardinals, incluindo:
- Recepções: carreira (1,234), temporada (109 em 2015), Playoffs (57), Playoff da temporada (de 30 em 2008), jogo de playoff (9 em 2009-01-18 PHI, com David Johnson)
- Jardas recebidas: carreira (15,545), Playoffs (942), playoff da temporada (546 em 2008), jogo de playoff (176 em 2016-01-16 GNB)
- TDs Recebidos: carreira (110), Playoffs (10), playoff da temporada (7 em 2008), jogo de playoff (3 em 2009-01-18 PHI), temporada como novato (8 em 2004)
- Total de TDs: carreira (110), Playoffs (10), playoff da temporada (7 em 2008), jogo de playoff (3 em 2009-01-18 PHI)
- Jardas de Scrimmage: carreira (15,613), Playoffs (942), playoff da temporada (546 em 2008), jogo de playoff (176 em 2016-01-16 GNB)
- Jardas totais: carreira (15,613), Playoffs (942), playoff da temporada (546 em 2008)
- Jogos de 100 jardas: carreira (46), temporada (11 em 2008), Playoffs (5)
- Jogos com 1 TD: carreira (91), temporada (13 em 2008), Playoffs (6)
- Jogos com 2 TD: carreira (18), Playoffs (3)
- Jogos com 3 TD: playoffs (1, com Mario Bates)
- Mais temporadas com mais de 100 recepções: 5[240]
- 1000+ jardas na temporada: 9
- 1000+ jardas combinadas: 9
- Mais temporadas com +10 de recepção para touchdown: 5
- Mais temporadas consecutivas marcando um touchdown: 14 (2004-2017)

## Vida pessoal

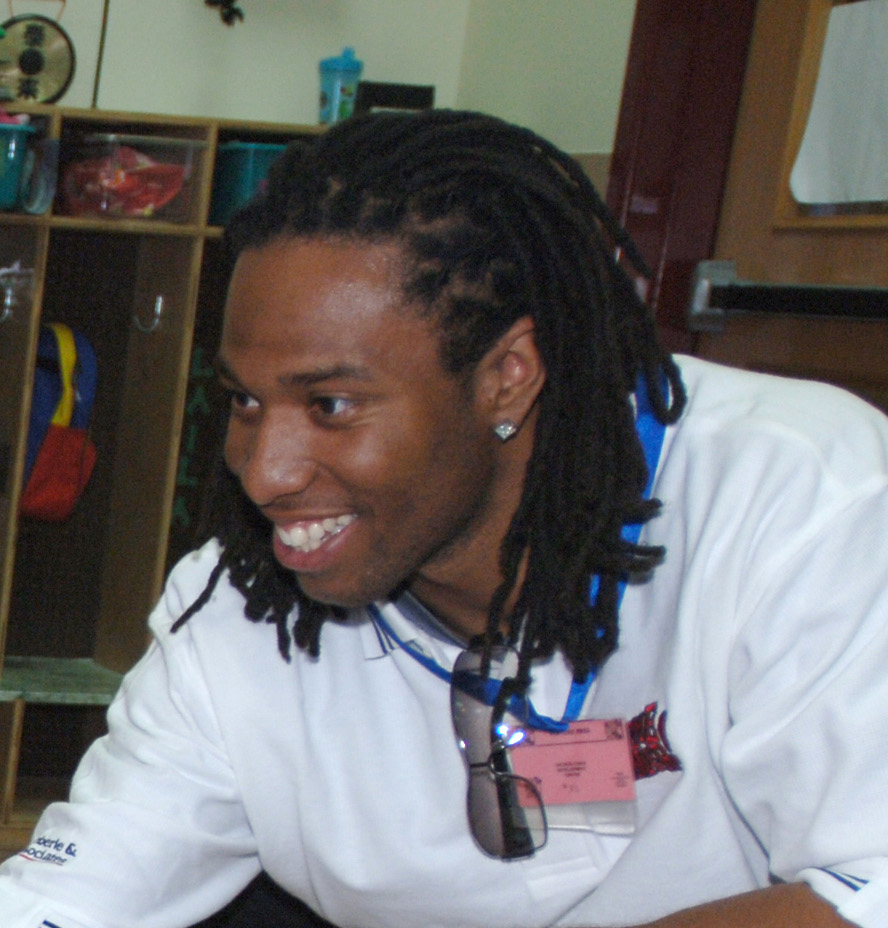
Fitzgerald no Centro de Desenvolvimento Infantil na Base Aérea de Incirlik, na Turquia, em 2006

O pai de Fitzgerald, Larry Fitzgerald Sr., é jornalista esportivo do Minnesota Spokesman-Recorder. Quando ele cobriu o Super Bowl XLIII, ele foi o primeiro repórter a cobrir seu próprio filho em um Super Bowl. A mãe de Fitzgerald, Carol, morreu de hemorragia cerebral ao ser tratada por câncer de mama em 2003. Durante a temporada de 2008, Larry Fitzgerald foi acusado de violência doméstica contra Angela Nazario, que pediu uma ordem de proteção contra ele.
Fitzgerald criou o “Larry Fitzgerald First Down Fund” para ajudar crianças e suas famílias financiando atividades para as crianças durante o verão e ao longo do ano, apoiando crianças e famílias em crise e apoiando organizações relacionadas à saúde. Uma iniciativa que o “First Down Fund” realiza todos os verões são os campos de futebol americano juvenil no Arizona e em Minnesota. Em maio de 2014, Fitzgerald e a Lenovo forneceram tablets e equipamentos a cinco escolas em Minneapolis para permitir que as crianças tivessem acesso à tecnologia. O First Down Fund fez uma doação para o Minneapolis Park and Recreation para ajudar a reformar uma quadra de basquete no Rev. Dr. Martin Luther King Jr. Park. A quadra recebeu novos aros, postes, bancadas e bancos. Ele também fez uma parceria com Riddell para fornecer novos capacetes para 1.000 crianças no programa de futebol americano do Minneapolis Parks and Recreation.
Fitzgerald também estabeleceu o “Fundo Memorial Carol Fitzgerald” em homenagem à sua mãe que morreu de câncer de mama em 2003. A organização oferece apoio às causas que a mãe de Fitzgerald preze, incluindo a educação de jovens urbanos sobre HIV/AIDS e câncer de mama. Ele serviu como porta-voz da NFL para a iniciativa de conscientização sobre câncer de mama “A Crucial Catch” por três anos e todo mês de outubro faz doações para organizações de câncer de mama com base em seus touchdowns e recepções durante o mês.
Durante a temporada de 2013, Fitzgerald foi homenageado com o prêmio Georgetown Lombardi da NFL Players Association. O prêmio foi criado para homenagear um líder na indústria do esporte, cuja vida e família foram tocados pelo câncer e que incentiva a pesquisa, prevenção e tratamento do câncer através da conscientização e da filantropia.
Após a temporada de 2012, Fitzgerald foi eleito o "Homem do Ano do Arizona Cardinals/Walter Payton da NFL" e foi um dos três finalistas do Walter Payton Man of the Year Award. Em agosto de 2012, ele foi homenageado com o 14º Prêmio Humanitário do Pro Football Weekly Arthur S. Arkush por sua comunidade e contribuições de caridade.
Durante as temporadas de 2011, 2012 e 2014, Fitzgerald se juntou a outros jogadores da NFL participando de viagens missionárias na África, Índia, Tailândia e Filipinas para apoiar projetos de desenvolvimento econômico. Ele trabalhou com a Starkey Hearing Foundation para fornecer aparelhos auditivos para crianças e adultos necessitados em oito países. Fitzgerald também fez cinco visitas ao USO para visitar soldados no exterior e levantou apoio financeiro para membros feridos e gravemente doentes dos EUA.
Em 2016, Fitzgerald completou seu curso de graduação com a Universidade de Phoenix, cumprindo uma promessa que fez à sua mãe para terminar sua educação. Desde a formatura, ele se tornou um porta-voz pago da Universidade de Phoenix.
Fitzgerald é um viajante ávido e visitou quase 100 países em todo o mundo. Ele tem dois filhos.
Fitzgerald desenvolveu uma amizade com o político do Arizona, John McCain, e falou na cerimônia em memória do senador e candidato presidencial dos EUA, realizada em Phoenix em 30 de agosto de 2018.

## Na mídia
Fitzgerald foi destaque na capa do video game da EA Sports NCAA Football 2005. Ele também foi um dos dois jogadores (junto com Troy Polamalu) na capa de Madden NFL 10, tornando-os os dois primeiros jogadores a serem apresentados em uma capa da Madden NFL juntos.